# Emanuele Beraudo di Pralormo
Emanuele Beraudo di Pralormo   (Pralormo, 13 de juliol de 1887 - Pralormo, 11 d'octubre de 1960) va ser un militar i genet italià que va competir durant la dècada de 1920.
Era descendent d'una família noble de Piemont. El 1924 va prendre part en els Jocs Olímpics de París, on va disputar quatre proves del programa d'hípica. En el concurs complet per equips, amb el cavall Mount Félix, guanyà la medalla de bronze, mentre en el concurs complet individual fou dissetè. També disputà les dues proves de salts. En la prova per equips fou cinquè, mentre en la individual hagué d'abandonar.
Durant la dècada de 1930 va exercir d'oficial militar a París. Posteriorment fou enviat a Etiòpia, a petició del Virrei d'Etiòpia Amedeu de Savoia-Aosta, al comandament de les forces armades estacionades a l'Àfrica Oriental Italiana. Amb la caiguda de l'Àfrica Oriental italiana va ser fet presoner pels britànics i internat primer a Kenya i després a l'Índia. A principis de setembre de 1944 va tornar a Itàlia, on va ser reclamat en servei pel Regne del Sud com a comandament del Grup de Combat "Piceno", un dels sis grups de combat que es van unir a les tropes aliades durant la campanya italiana contra el alemanys.
Després de la guerra, el 1950, sent president del Tribunal Militar que va processar l'ex-mariscal Rodolfo Graziani, es va trobar amb pressions de tota mena, sobre el seu processament o alliberament. Aquell mateix any es retirà del servei.